# 高松市立花園小学校
高松市立花園小学校（たかまつしりつ はなぞのしょうがっこう）は、香川県高松市花園町二丁目にある市立小学校。

## 概要
高松市中心部の南東部に位置する小学校である。

## 学校データ
- 児童数：311人（2009年度[1]）
- 児童愛称：

学校施設（2008年5月1日時点）
- 普通教室：20教室
- 特別教室：12教室
- 校舎面積：4914m2
- 体育館面積：770m2

服装規定
- 制服：あり（通年必用）
- 防寒着：不明

## 歴史

### 年表
- 1942年（昭和17年）9月1日 - 高松市立花園国民学校が開校。
- 1947年（昭和22年）4月1日 - 学校教育法の施行に伴い高松市立花園小学校に改称。
- 1964年（昭和39年） - プール竣工。
- 2004年（平成16年）4月1日 - 高松市立小中学校全校で3学期制を廃して2学期制を導入。
- 2013年（平成25年）4月1日 - 高松市立小中学校全校で3学期制に移行。

### 全校児童数の推移
ピークの1954年（昭和29年）度には1966人が在籍していたが、以降は校区分割や中心部におけるドーナツ化現象の進行によって児童数は減少している。
- 1999年度：424人
- 2000年度：400人（-24人）
- 2001年度：413人（+13人）
- 2002年度：398人（-15人）
- 2003年度：370人（-28人）
- 2004年度：363人（-7人）
- 2005年度：333人（-30人）
- 2006年度：342人（+9人）
- 2007年度：320人（-22人）
- 2008年度：316人（-4人）
- 2009年度：311人（-5人）

## 教育目標
- 自ら考え、正しく判断し、主体的に実践する、心身ともに調和のとれた子どもの育成

児童像
- 健康で明るい子
- 仲よく助け合う子
- 目あてをもってがんばる子
- 元気で賢い子

## 通学区域
通学区域は高松市中心部の一部。
- 高松市
  - 常磐町二丁目
  - 観光通一丁目・二丁目
  - 塩上町
  - 塩上町一丁目8番
  - 多賀町一丁目・二丁目
  - 多賀町三丁目（高松第一小学校区を除く）
  - 観光町（高松第一小学校区を除く）
  - 東田町
  - 上福岡町
  - 藤塚町三丁目
  - 花園町一丁目～三丁目

## 進学先中学校
- 高松市立玉藻中学校

## 校区内の主な施設
- ことでん長尾線花園駅
- JR高徳線栗林駅
- 高松市総合福祉会館
- 高松少年鑑別所
- NTT西日本香川支店
- 高松高等予備校

## 交通
- ことでん長尾線花園駅より徒歩3分
- JR高徳線栗林駅より徒歩7分
- ことでんバス・大川バス香川日産前バス停より徒歩5分